# Oberherwigsdorf
Oberherwigsdorf ist ein Gemeindeteil von Mittelherwigsdorf im Landkreis Görlitz.

## Geografie

### Lage
Oberherwigsdorf liegt im südlichen Teil des Landkreises im Zittauer Becken in der Östlichen Oberlausitz. Das Dorf erstreckt sich auf anderthalb Kilometer Länge von Nord nach Süd im oberen Rietschebachbachtal. Im Norden erhebt sich der Pferdeberg (406 m), südöstlich der Hasenberg, im Süden der Kummersberg und südwestlich der Landberg (313 m).

### Straßen
Sämtliche Häuser des Ortsteils mit Ausnahme der Feldschenke bilden die Oberdorfstraße.

### Nachbarorte
| Niederoderwitz | Großhennersdorf                             | Feldschenke, Oberseifersdorf          |
| Landberghäuser | Kompassrose, die auf Nachbargemeinden zeigt | Oberseifersdorf, Lehdegärten          |
| Scheibe        | Mittelherwigsdorf                           | Eckartsberg, Oberhasenberg, Hasenberg |

## Geschichte
Erstmals schriftlich erwähnt wurde Bertilsdorf im Jahre 1312 als Besitz des Heinrich von Leipa. Benannt wurde das Dorf wahrscheinlich nach einem Lokator namens Bertold. Mit der Erstarkung der Stadt Zittau wurden sukzessive mehrere Bauerngüter von wohlhabenden Zittauer Bürgern erworben. Im Jahre 1412 erwarben die Oybiner Cölestiner elf Güter in dem Dorf aus Zittauer Besitz. Im Zuge dieser Käufe wurde der Ort erstmals mit Ober Herwigsdorff bzw. Herwigsdorf genannt Bertellsdorf bezeichnet. 1501 kaufte das Oybiner Kloster den Zittauern noch die restlichen Oberherwigsdorfer Güter ab. 1523 legte das Kloster ein Schöppenbuch für Oberherwigsdorf an. 1574 erwarb die Stadt Zittau im Zuge der Aufhebung des Klosters Oybin dessen Ländereien. Oberherwigsdorf blieb danach immer ein Zittauer Ratsdorf. Der Zittauer Rat siedelte zu Beginn des 18. Jahrhunderts in dem Ort zugunsten seines Leinwandhandels Leineweber und Flachsspinner an. Dadurch verdichtete sich die Besiedlung in dem Tal stark, neben den alten Bauerngütern entstand eine Vielzahl von Häuslerstellen, die mit Umgebindehäusern bebaut wurden.
1735 bestand Oberherwigsdorf aus 111 Häusern, darunter 21 Bauern, sieben Gärtnern und 80 Häuslern. Haupterwerbsquellen bildeten der Ackerbau und Viehzucht sowie die Leineweberei. Außerdem lebten im Ort mehrere Leinwandsammler. Pfarrort war Mittelherwigsdorf.  Dort wurden lange Zeit auch die Kinder unterrichtet, seit 1736 lässt sich eine eigene Schule in Oberherwigsdorf nachweisen. 1814 arbeitete knapp die Hälfte der Einwohner als Weber und Spinner. 1893 wurde ein neues Schulhaus fertiggestellt. Seit Beginn des 20. Jahrhunderts verlegten die Bauern wegen der Vernässungsgefahr der stark tonhaltigen Lößlehmböden Dränagen in die Felder. 1908 errichtete die Wasserleitungsgenossenschaft Herwigsdorf am Oberen Viehbig Hochbehälter für die Wasserversorgung von Mittel- und Oberherwigsdorf. Östlich des Dorfes legte die Stadt Zittau auf der Bornwiese in der Riestenaue sieben Trinkwasserbrunnen, Hochbehälter und Wassersammler für die städtische Wasserversorgung an.
1958 beschloss die Gemeinde Oberherwigsdorf den Ausbau des Sandbüschels als Naherholungszentrum und pachtete das anderthalb Hektar große Gelände westlich des Dorfes. Am 7. Oktober 1959 erfolgte die feierliche Einweihung im Rahmen des ersten offiziellen Sandbüschelfestes. Seitdem stellten die Sandbüschelfeste die kulturellen Höhepunkte im Ort dar. Im Januar 1973 wurde Oberherwigsdorf nach  Mittelherwigsdorf eingemeindet. Nach dem Zusammenschluss von Mittelherwigsdorf mit Oberseifersdorf und Eckartsberg zu einer Großgemeinde wurde Oberherwigsdorf am 1. März 1994 als Ortsteil gestrichen.

### Ortsname
Urkundlich überliefert sind die Namensformen Bertilsdorf (1410), Herwigsdorf genannt Bertellsdorf, Ober Herwigsdorff (1412), Oberherbisdorff (1523), Ober Herwigsdorff (1657), Ober-Herbigsdorf (1768) und Oberherwigsdorf b. Zittau (1875).

### Verwaltungszugehörigkeit
1777: Görlitzer Kreis, 1849: Landgerichtsbezirk Löbau, 1856: Gerichtsamt Zittau, 1875: Amtshauptmannschaft Zittau, 1952: Kreis Zittau, 1994: Landkreis Löbau-Zittau, 2008: Landkreis Görlitz

### Einwohnerentwicklung
| Jahr | Einwohner                                           |
| 1553 | 21 besessene Mann                                   |
| 1735 | 528                                                 |
| 1777 | 22 besessene Mann, 6 Gärtner, 75 Häusler, 1 Wüstung |
| 1834 | 669                                                 |
| 1871 | 680                                                 |
| 1890 | 683                                                 |
| 1910 | 701                                                 |
| 1925 | 731                                                 |
| 1939 | 768                                                 |
| 1946 | 869                                                 |
| 1950 | 878                                                 |
| 1964 | 758                                                 |

## Ortsbild
Oberherwigsdorf wurde als Waldhufendorf angelegt. Die Acker- und Wiesenstreifen des Reihendorfes, dessen Siedlungsstruktur nach Süden hin lückenlos nach Mittelherwigsdorf übergeht, ziehen sich bis zu zwei Kilometer nach Norden und Osten. Die Gemarkung besteht fast gänzlich das Acker- und Wiesenflächen. Die Waldfläche nimmt lediglich einen Anteil von unter 10 % ein; davon entfällt der größte Teil auf die Kohlige im äußersten Norden der Ortsflur, die wegen ihrer quellnassen Böden nicht landwirtschaftlich nutzbar ist. Weitere kleine Waldstücke befinden sich auf dem Pferdeberg und im Sandbüschel. 
Wegen fehlender Industrieansiedlungen ist die ländliche Struktur mit Bauernhöfen und einer Vielzahl von Umgebindehäusern sehr gut erhalten.

### Ortsgliederung
Besonders benannte Ortslagen sind:
- Der Obere Viehbig, eine Häusergruppe an der Straße nach Oberseifersdorf am oberen Ortsausgang
- Der Niedere Viehbig, eine Häuserzeile entlang des Viehweges am östlichen Ortsrand
- Die Feldschenke (anteilig), eine an der Bundesstraße 178 bei Oberseifersdorf gelegene Einschicht

## Söhne und Töchter des Ortes
- Dieter Dornig (* 1951), Sänger